# Ектодерма

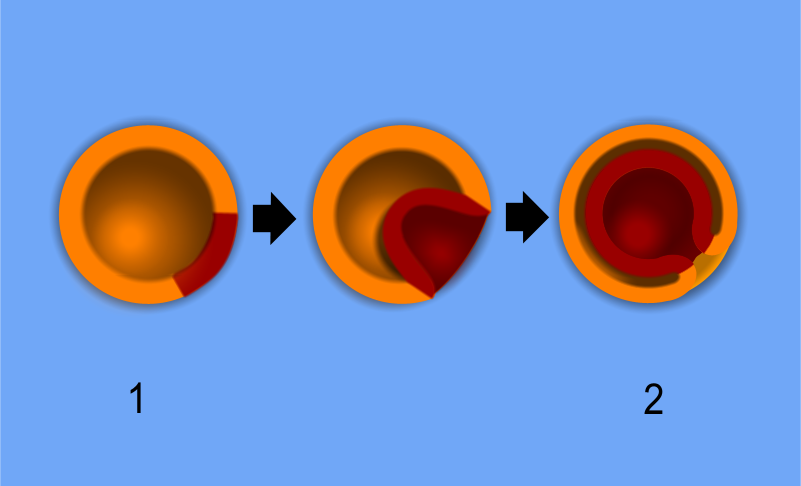
Формування ектодерми (виділено помаранчевим) в процесі гаструляції в ході відокремлення від ентодерми (виділено червоним).

Ектоде́рма — первинна тканина, що формує покриви тіла; один з зародкових листків. Ектодерма нормально відокремлюється від ентодерми в процесі гаструляції.
Загалом, з ектодерми в процесі ембріогенезу формуються зовнішні покриви та нервова система.
У хребетних в ході ембріогенезу з ектодерми формуються такі структури:
- З зовнішньої ектодерми —
  - Шкіра із залозами, лусками, пір'ям, шерстю і т.ін.
  - Епітелій ротової порожнини, глотки та носової порожнини
  - Епітелій кінцевої частини прямої кишки
  - Рогівка та кришталик ока
  - Апікальний ектодермальний гребінець, з якого розвиваються зачатки кінцівок ембріону
- З нервового гребінця —
  - Пігментні клітини шкіри
  - Ганглії автономної нервової системи
  - Ганглії заднього (дорсального) корінця спинного мозку
  - Шваннівські клітини
  - Хрящі обличчя
  - Дентин та емаль зубів
  - Спіральний клапан серця, що розвивається
  - Війчасте тіло ока
- З нервової трубки —
  - Головний мозок
  - Спинний мозок та моторні нейрони
  - Сітківка ока
  - Задня доля нейрогіпофіза